# Psoralis
Psoralis is een geslacht van vlinders van de familie dikkopjes (Hesperiidae), uit de onderfamilie Hesperiinae.

## Soorten
- P. alis Bell, 1959
- P. brunnescens (Hayward, 1939)
- P. concolor Nicolay, 1980
- P. coyana (Schaus, 1902)
- P. degener (Plötz, 1883)
- P. exclamationis (Mabille, 1897)
- P. gota Evans, 1955
- P. idee (Weeks, 1901)
- P. ravus Evans, 1955
- P. rusta Evans, 1955
- P. stacara (Schaus, 1902)
- P. venta Evans, 1955